# Strengbach
Le Strengbach est une rivière française qui traverse le seul département du Haut-Rhin. Il traverse la ville de Ribeauvillé avant de se jeter dans la Fecht à Guémar.

## Géographie
Sa longueur est de 17,2 km.

## Affluents
Le Strengbach a huit affluents :
- l'Adelsbach sur les deux communes de Sainte-Marie-aux-Mines et Ribeauvillé
- l'Altweierbach, sur la seule commune de Aubure
- le Ruisseau de la Petite verrerie (rg), sur la seule commune de Ribeauvillé
- le Muesbach (rd), 3,3 km sur les deux communes de Aubure et de Ribeauvillé
- l'Ibach (rg) sur la seule commune de Ribeauvillé
- le Silltal (rd) sur les deux communes de Hunawihr et de Ribeauvillé
- le Lutzelbach (rg) sur la seule commune de Ribeauvillé
- le Dusenbach (rg) sur la seule commune de Ribeauvillé